# أرنولد باولسن
أرنولد رودولف أوتو باولسن (بالألمانية: Arnold Rudolf Otto Paulssen) (25 نوفمبر 1864 في زومردا - 19 مارس 1942 في فايمار) كان محامي وسياسي ألماني ينتمي إلى الحزب الديمقراطي الألماني (DDP).
من عام 1908 إلى عام 1912 كان باولسن رئيسًا لوزارة الداخلية والشؤون الخارجية لدوقية ساكسونيا الكبرى، ومن عام 1912 إلى عام 1918 عمل كممثل معتمد للدوقية في المجلس الاتحادي. في 20 مايو 1919 تم انتخابه رئيساً لوزراء لولاية سكسونيا-فايمار-أيزيناخ الحرة.، وشغل المنصب حتى 17 يناير 1921. لاحقاً شغل منصب رئيس الحكومة الإقليمية حتى 17 نوفمبر. في نفس الوقت شغل باولسن وزير الدولة للتربية الشعبية والعدالة في ولاية تورينغن التي تم إنشاؤها حديثًا من 10 نوفمبر 1920 إلى 7 أكتوبر 1921 وترأس أول حكومة في الولاية بدعم من الحزب الديمقراطي الألماني (DDP) والحزب الديمقراطي الاجتماعي الألماني (SPD) والحزب الديمقراطي الاجتماعي الألماني المستقل (USPD). في 1927/28 تولى منصبي وزير الداخلية ووزير الاقتصاد، حيث كان ريشارد لويتهويزر رئيساً للوزراء في الولاية. من 6 نوفمبر 1928 إلى 22 يناير 1930 شغل مرة أخرى منصب رئيس وزراء الولاية في ظل حكومة ائتلافية برجوازية. وكان أيضا وزير الدولة للاقتصاد والمالية والتعليم الشعبي.
كان أرنولد باولسن ناجحًا بشكل خاص في الجمع بين مدن تورينغن الصغيرة لتشكيل ولاية تورينغن.